# LQ Волопаса
LQ Волопаса (лат. LQ Boötis) — одиночная переменная звезда в созвездии Волопаса на расстоянии приблизительно 14132 световых лет (около 4333 парсеков) от Солнца. Видимая звёздная величина звезды — от +13,59m до +12,84m.

## Характеристики
LQ Волопаса — жёлто-белая пульсирующая переменная звезда типа RR Лиры (RRAB) спектрального класса F. Радиус — около 6,56 солнечных, светимость — около 62,119 солнечных. Эффективная температура — около 6329 K.